# Julien Maury und Alexandre Bustillo
Julien Maury (* 1978 in Paris) und Alexandre Bustillo (* 1975 in Saint-Cloud) sind ein französisches Regie- und Drehbuchautoren-Duo.
2017 wurde ihr Prequel zu der Filmreihe Texas Chainsaw Massacre unter dem Namen Leatherface veröffentlicht.

## Filmografie
Soweit nicht anders angegeben, jeweils Drehbuch und Regie
- 2007: Inside (À l’intérieur) – Drehbuch: Alexandre Bustillo
- 2011: Livid – Das Blut der Ballerinas (Livide)
- 2014: Among the Living (Aux yeux des vivants)
- 2017: Leatherface
- 2020: Kandisha – Der Fluch (Kandisha)
- 2021: The Deep House
- 2024: Der Seelenfänger (Mangeur d’âmes) – Drehbuch: Annelyse Batrel und Ludovic Lefebvre